# COOVI (metrostation)
COOVI (Frans: CERIA) is een station van de Brusselse metro, gelegen in de gemeente Anderlecht. Het ligt vlak bij het treinstation Anderlecht.

## Geschiedenis
Het ondergrondse station werd geopend op 15 september 2003 samen met Eddy Merckx, Erasmus en Het Rad als onderdeel van de verlenging van metrolijn 1B van Bizet naar Erasmus. Sinds de herziening van het metronet in 2009 rijdt metrolijn 5 door dit station.

## Situering
Het metrostation ligt vlak bij een afrit van de Brusselse Ring (R0) en kent daarom een P&R-voorziening met zo'n 200 parkeerplaatsen. Het station is genoemd naar een nabij liggend scholencomplex, het COOVI (Centrum voor Onderricht en Opzoekingen der Voedings- en chemische Industrie), waar opleidingen in de voedings-, hotel- en agrarische sector gevolgd kunnen worden en waar tevens volwassenenonderwijs aangeboden wordt. Op de Bergensesteenweg is in de nabijheid van het metrostation een vestiging van meubelbouwer IKEA en een Brico Plan-It te vinden. Er is ook bewegwijzering naar de IKEA voor de voetgangers aan de uitgang van het metrostation.
In 2016 werd bevestigd dat het station geëxploiteerd zal worden als P+R. De bestaande parking van 200 plaatsen wordt hiertoe uitgebreid tot 1350 plaatsen. De werken gingen van start in januari 2018 en zouden eind 2018 voltooid zijn.
In 2020 werd nabij het metrostation een nieuw treinstation geopend. Het station zorgt voor een snelle verbinding met de stad.

## Kunst
Het eilandperron van station COOVI ligt direct onder het maaiveldniveau. De wanden van het station zijn versierd met twee tegenover elkaar geplaatste fotopanorama's. Op de ene wand is het Muntplein in het drukke historische centrum van Brussel uitgebeeld, op de andere is de rustige, wat saaie omgeving van het station aan de periferie van de stad te zien.

## Afbeeldingen

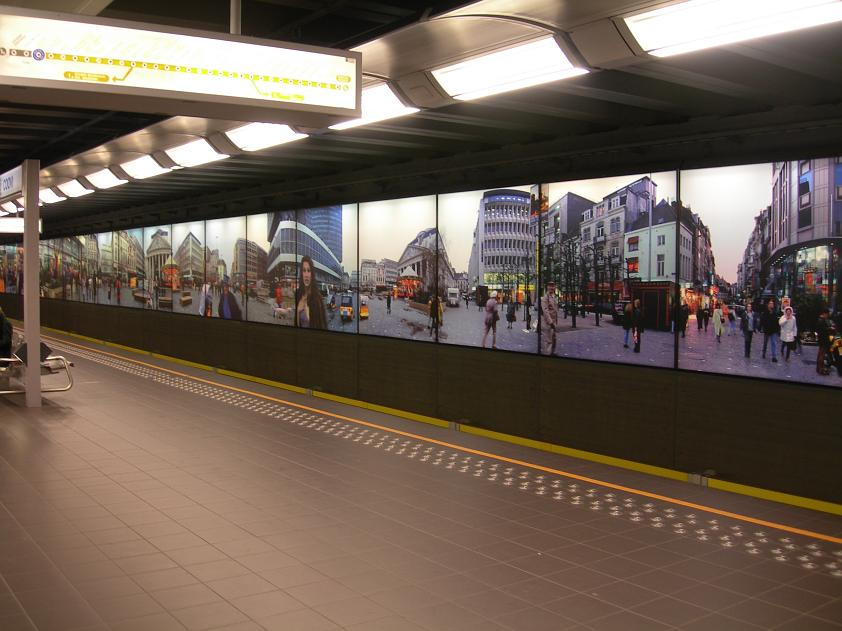
Kunstfoto's op de wanden van het metrostation. Hier wordt het Muntplein in Brussel afgebeeld.
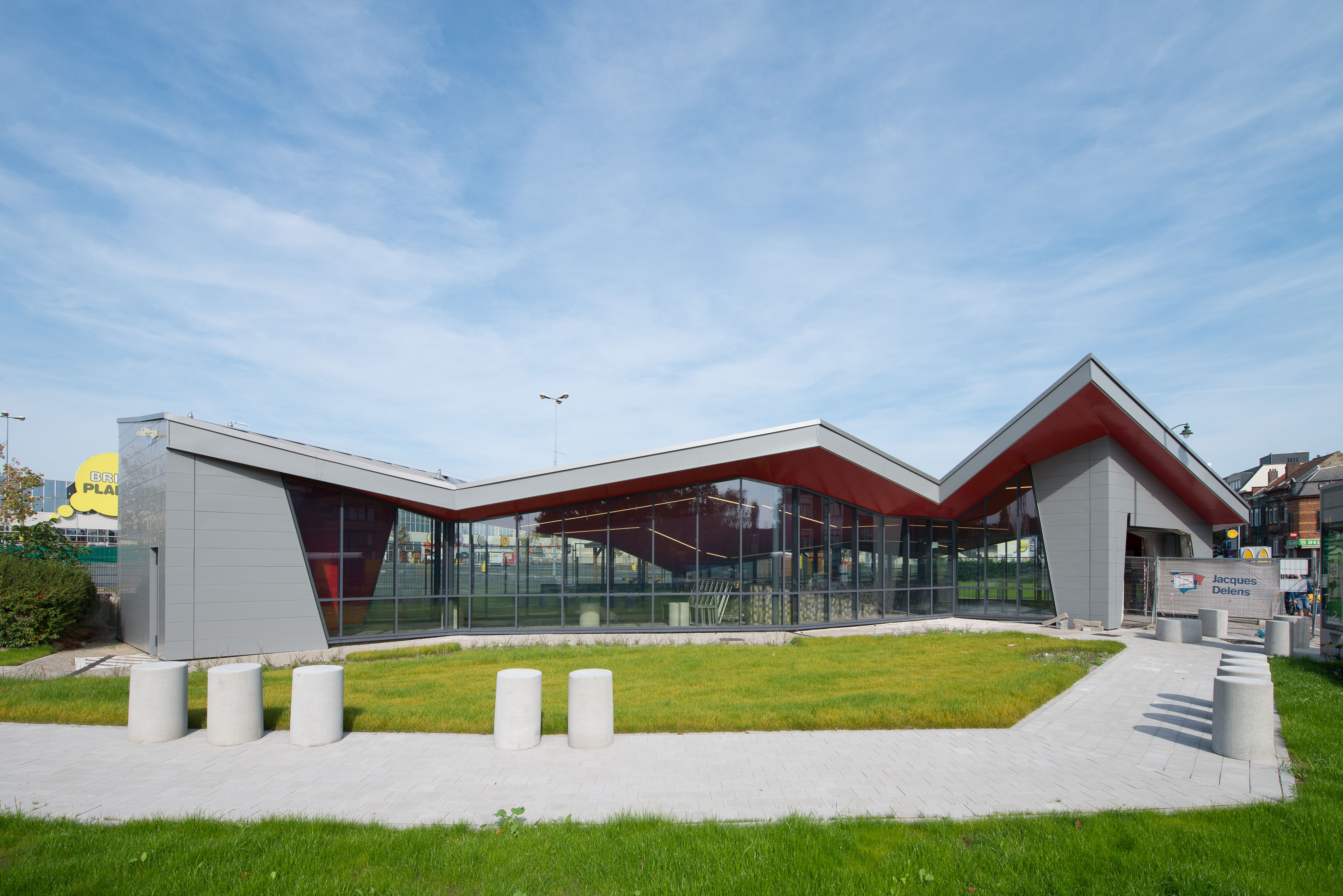
Toegangsgebouw van het metrostation.